# 波莉·简·哈维

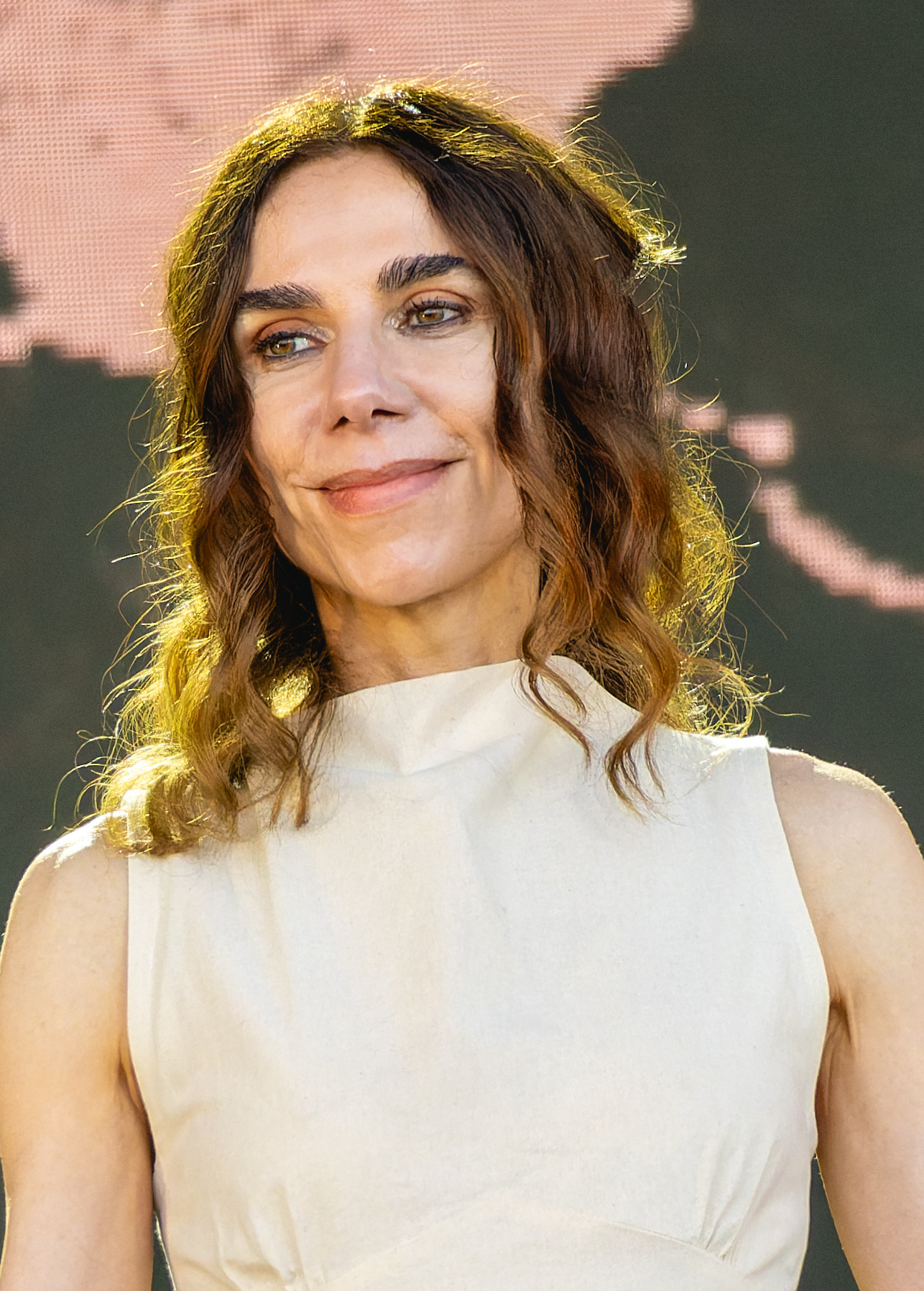
波莉·简·哈维

波莉·简·哈维MBE （1969年10月9日—）是一位英国创作歌手。 
哈维的音樂生涯始于1988 年，当时她加入Automatic Dlamini乐队，担任主唱、吉他手和萨克斯手。  1991年，她组建了名为 PJ Harvey 的三人乐队。該樂隊後來解散。
波莉·简·哈维分別於2001年和2011年獲得水星音樂獎。 她还获得过一项英国电影学院奖以及新音樂快遞音樂獎”。 2013年的，她被授予大英帝国勋章。 